# دالز پوینت، نیو ساوت ولز

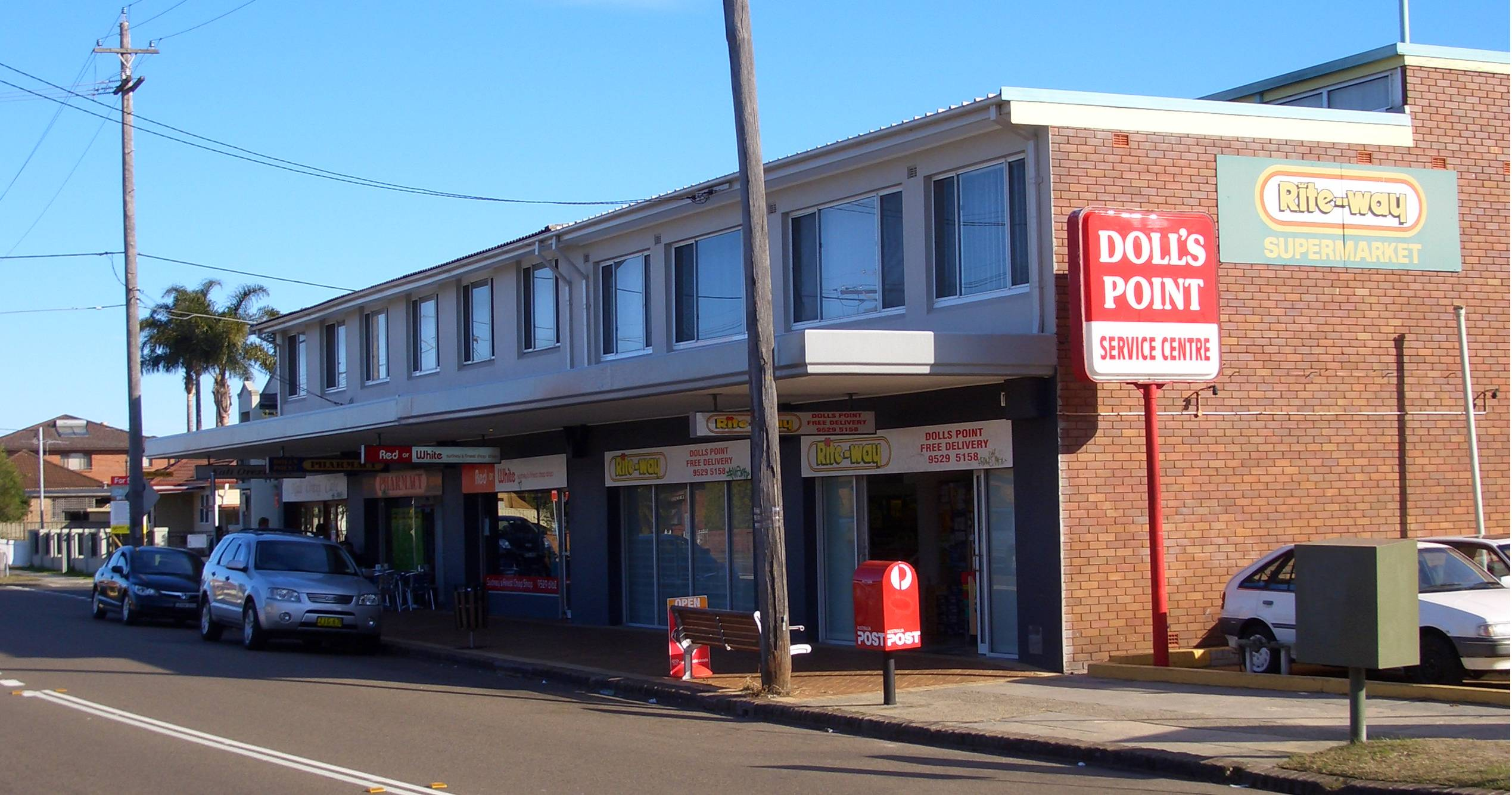
یک فروشگاه در منطقه دالز پوینت

دالز پوینت (به انگلیسی: Dolls Point) یک حومه شهر در استرالیا است که در نیو ساوت ولز واقع شده‌است.